# Bertram Clements
Bertram Arthur Clements (1 de dezembro de 1913 - julho de 2000) foi um futebolista inglês que fez parte da Seleção Britânica de Futebol nos Jogos Olímpicos de Verão de 1936. Clements jogou no Casuals F.C..